# Ponera dressleriana
Ponera dressleriana är en orkidéart som beskrevs av Soto Arenas. Ponera dressleriana ingår i släktet Ponera och familjen orkidéer. Inga underarter finns listade i Catalogue of Life.